# Saint-Christophe (Tarn)
Saint-Christophe – miejscowość i gmina we Francji, w regionie Oksytania, w departamencie Tarn. Przez gminę przepływa rzeka Viaur. 
Według danych na rok 1990 gminę zamieszkiwało 107 osób, a gęstość zaludnienia wynosiła 7 osób/km² (wśród 3020 gmin regionu Midi-Pireneje Saint-Christophe plasuje się na 956. miejscu pod względem liczby ludności, natomiast pod względem powierzchni na miejscu 751.).